# Tadżura (Dżibuti)
Tadżura – najstarsze miasto w Dżibuti, jest stolicą regionu Tadżura. Miasto położone jest nad Zatoką Tadżura. Liczy 25 000 mieszkańców.